# Lobo (DC Comics)
Lobo is een antiheld uit de strips van DC Comics. Hij maakte zijn debuut in Omega Men #3 (Juni 1983), en werd bedacht door Roger Slifer en Keith Giffen.
Lobo is een alien van de planeet Czarnia, die werkt als een interplanetaire huursoldaat. Aanvankelijk was hij dan ook een superschurk alvorens te worden veranderd in een antiheld.

## Biografie
Lobo is een Czarniaan met bovennatuurlijke kracht en uithoudingsvermogen. hij houdt van niets meer dan hersenloos geweld, en hij houdt van het doden van vijanden. Zijn naam betekent "he who devours your entrails and thoroughly enjoys it" in een buitenaardse taal. Lobo is arrogant, egoïstisch en focust zich puur op zijn eigen pleziertjes. Het enige waar Lobo wel waarde aanhecht zijn afspraken. hij houdt zich altijd aan zijn woord, maar ook niet meer dan dat; hij doet nooit meer of minder dan hij beloofd heeft te doen.
Lobo is de laatste van zijn soort. Oorspronkelijk had Lobo eigenhandig zijn volk uitgemoord voor zijn eigen plezier, maar na zijn verandering tot antiheld veranderde DC dit in het feit dat Lobo’s volk door de Psions is uitgeroeid.
Fysiek lijkt Lobo op een mens of humanoïde, met een kalkwitte huid, rode ogen zonder pupillen en omgeven door zwarte mascara. Zijn lichaam is sterk gespierd. Hij heeft lang paars haar in dreadlocks. Zijn outfit bestaat doorgaans uit leren kleding zoals motorrijders/bendes die vaak dragen. Als wapens gebruikt hij pistolen, messen, en een ketting met een haak.
Zijn liefde voor geweld maakt dat Lobo wanneer hij is ingehuurd altijd een excuus probeert te vinden om zijn doelwit te mogen doden, zelfs als zijn opdrachtgevers het doel liever levend in handen willen krijgen.
Lobo werkt doorgaans alleen, maar werd eenmaal gerekruteerd voor L.E.G.I.O.N.. Zijn missies brengen hem geregeld naar de aarde, en derhalve in conflicten met de aardse helden.
Lobo heeft ook op andere manieren geprobeerd geld te verdienen, zoals zich voordoen als een rockster. Meestal eindigen deze “bijbaantjes” op gewelddadige wijze.
Lobo heeft meer dan eens samengewerkt met Guy Gardner, en bezoekt geregeld diens favoriete bar, Warrior’s.

## Krachten en vaardigheden
Lobo beschikt over meerdere bovenmenselijke eigenschappen. Het is niet bekend of alle Czarnianen zo zijn, of dat Lobo een uniek geval is. Wel lijkt hij qua fysieke kracht vele malen sterker dan zijn meeste soortgenoten.
Lobo beschikt over bovenmenselijke kracht waarvan de grenzen niet precies bekend zijn. Zijn spierkracht, evenals andere eigenschappen, verschillen in sterkte per schrijver en strip. In sommige versies is hij nauwelijks sterker dan een mens, terwijl in anderen hij zich kan meten met superman. Ook zijn uithoudingsvermogen en weerstand tegen verwondingen vertonen inconsequenties. Soms kan hij al door een simpele kogel worden verwond, terwijl in andere gevallen hij zonder bescherming in de ruimte kan overleven en zware explosies weerstaat.
Als Lobo gewond raakt, geneest hij razendsnel. Lobo is tevens vrijwel onsterfelijk. Als hij sterft, blijft hij nooit lang dood omdat zowel de hemel als hel hem de toegang weigeren in het hiernamaals. Lobo wordt niet ouder, en kan niet worden geveld door een ziekte. Zijn genezende kracht lijkt zo ver te gaan dat hij zichzelf zelfs vanuit niets meer dan een plasje bloed kan terug regenereren.
Lobo heeft een enorm sterke reuk, waarmee hij zelfs voorwerpen en personen in een andere planetenstelsel kan vinden.
Lobo is een meesterlijke vechter. Zijn favoriete wapen is een ketting met een grote haak eraan. Ondanks zijn moordlustige neigingen is hij ook zeer slim. Hij kan complexe virussen en de bijbehorende tegengiffen maken.

## In andere media
- Lobo maakte zijn tv-debuut in Superman: The Animated Series, in de aflevering "The Main Man". In deze serie heeft hij net als in de oude strips zijn eigen planeet verwoest (volgens eigen zeggen als “schoolproject”).
- Lobo deed eveneens mee in de serie Justice League, in de aflevering "Hereafter." Hij wilde lid worden van de Justice League toen Superman was verdwenen en mogelijk was gesneuveld.
- Lobo heeft een cameo in de aflevering "Legacy" van de serie Legion of Super Heroes.

- Een film over Lobo getiteld The Lobo Paramilitary Christmas Special kwam uit in 2002. Andrew Bryniarski vertolkte de hoofdrol.